# غاري تومسون (لاعب دارت)
غاري تومسون (بالإنجليزية: Garry Thompson)‏ هو لاعب دارت بريطاني، ولد في 9 يناير 1965 في إنجلترا في المملكة المتحدة.

## وصلات خارجية
- غاري تومسون على موقع DartsDatabase.co.uk (الإنجليزية)